# Cedric Gibbons
Cedric Gibbons, właśc. Austin Cedric Gibbons (ur. 23 marca 1893 w Dublinie, zm. 26 lipca 1960 w Los Angeles) – amerykański scenograf filmowy pochodzenia irlandzkiego. Był także członkiem założycielem Amerykańskiej Akademii Sztuki i Wiedzy Filmowej. W 1928 zaprojektował statuetkę Oscara – głównej nagrody Amerykańskiej Akademii Filmowej.
W latach 1917–1956 uczestniczył w tworzeniu przeszło 1500 filmów, pracując od 1924 jako dyrektor artystyczny w wytwórni MGM. 39 razy był nominowany do Oscara za najlepszą scenografię, 11 razy zdobywał tę nagrodę.
Był synem architekta, miał brata scenarzystę Eliota. Dwie jego żony były aktorkami – Dolores del Río (rozwód w 1941) i Hazel Brooks.

## Nagrody
| Rok  | Rezultat  | Kategoria                                  | Za film                            | Inni nominowani do tej nagrody                                                                                           |
| ---- | --------- | ------------------------------------------ | ---------------------------------- | --- |
| 1957 | Wygrana   | Najlepsza scenografia – filmy czarno-białe | Między linami ringu (1956)         | Malcolm Brown, Edwin B. Willis, F. Keogh Gleason                                                                         |
| 1957 | Nominacja | Najlepsza scenografia – filmy kolorowe     | Pasja życia (1956)                 | Hans Peters, E. Preston Ames, Edwin B. Willis, F. Keogh Gleason                                                          |
| 1956 | Nominacja | Najlepsza scenografia – filmy czarno-białe | Szkolna dżungla (1955)             | Randall Duell, Edwin B. Willis, Henry Grace                                                                              |
| 1956 | Nominacja | Najlepsza scenografia – filmy czarno-białe | Jutro będę płakać (1955)           | Malcolm Brown, Edwin B. Willis, Hugh Hunt                                                                                |
| 1955 | Nominacja | Najlepsza scenografia – filmy czarno-białe | Rada nadzorcza (1954)              | Edward C. Carfagno, Edwin B. Willis, Emile Kuri                                                                          |
| 1955 | Nominacja | Najlepsza scenografia – filmy kolorowe     | Brigadoon (1954)                   | E. Preston Ames, Edwin B. Willis, F. Keogh Gleason                                                                       |
| 1954 | Wygrana   | Najlepsza scenografia – filmy czarno-białe | Juliusz Cezar (1953)               | Edward C. Carfagno, Edwin B. Willis, Hugh Hunt                                                                           |
| 1954 | Nominacja | Najlepsza scenografia – filmy kolorowe     | Lili (1953)                        | Paul Groesse, Edwin B. Willis, Arthur Krams                                                                              |
| 1954 | Nominacja | Najlepsza scenografia – filmy kolorowe     | Historia trzech miłości (1953)     | E. Preston Ames, Edward C. Carfagno, Gabriel Scognamillo, Edwin B. Willis, F. Keogh Gleason, Arthur Krams, Jack D. Moore |
| 1954 | Nominacja | Najlepsza scenografia – filmy kolorowe     | Młoda Bess (1953)                  | Urie McCleary, Edwin B. Willis, Jack D. Moore                                                                            |
| 1953 | Wygrana   | Najlepsza scenografia – filmy czarno-białe | Piękny i zły (1952)                | Edward C. Carfagno, Edwin B. Willis, F. Keogh Gleason                                                                    |
| 1953 | Nominacja | Najlepsza scenografia – filmy kolorowe     | Wesoła wdowa (1952)                | Paul Groesse, Edwin B. Willis, Arthur Krams                                                                              |
| 1952 | Wygrana   | Najlepsza scenografia – filmy kolorowe     | Amerykanin w Paryżu (1951)         | E. Preston Ames, Edwin B. Willis, F. Keogh Gleason                                                                       |
| 1952 | Nominacja | Najlepsza scenografia – filmy czarno-białe | Too Young to Kiss (1951)           | Paul Groesse, Edwin B. Willis, Jack D. Moore                                                                             |
| 1952 | Nominacja | Najlepsza scenografia – filmy kolorowe     | Quo Vadis (1951)                   | William A. Horning, Edward C. Carfagno, Hugh Hunt                                                                        |
| 1951 | Nominacja | Najlepsza scenografia – filmy czarno-białe | The Red Danube (1949)              | Hans Peters, Edwin B. Willis, Hugh Hunt                                                                                  |
| 1951 | Nominacja | Najlepsza scenografia – filmy kolorowe     | Rekord Annie (1950)                | Paul Groesse, Edwin B. Willis, Richard Pefferle                                                                          |
| 1950 | Wygrana   | Najlepsza scenografia – filmy kolorowe     | Małe kobietki (1949)               | Paul Groesse, Edwin B. Willis, Jack D. Moore                                                                             |
| 1950 | Nominacja | Najlepsza scenografia – filmy czarno-białe | Pani Bovary (1949)                 | Jack Martin Smith, Edwin B. Willis, Richard Pefferle                                                                     |
| 1947 | Wygrana   | Najlepsza scenografia – filmy kolorowe     | Roczniak (1946)                    | Paul Groesse, Edwin B. Willis                                                                                            |
| 1946 | Nominacja | Najlepsza scenografia – filmy czarno-białe | Portret Doriana Graya (1945)       | Hans Peters, Edwin B. Willis, John Bonar, Hugh Hunt                                                                      |
| 1946 | Nominacja | Najlepsza scenografia – filmy kolorowe     | Wielka wygrana (1944)              | Urie McCleary, Edwin B. Willis, Mildred Griffiths                                                                        |
| 1945 | Wygrana   | Najlepsza scenografia – filmy czarno-białe | Gasnący płomień (1944)             | William Ferrari, Edwin B. Willis, Paul Huldschinsky                                                                      |
| 1945 | Nominacja | Najlepsza scenografia – filmy kolorowe     | Kismet (1944)                      | Daniel B. Cathcart, Edwin B. Willis, Richard Pefferle                                                                    |
| 1944 | Nominacja | Najlepsza scenografia – filmy czarno-białe | Curie-Skłodowska (1943)            | Paul Groesse, Edwin B. Willis, Hugh Hunt                                                                                 |
| 1944 | Nominacja | Najlepsza scenografia – filmy kolorowe     | Thousands Cheer (1943)             | Daniel B. Cathcart, Edwin B. Willis, Jacques Mersereau                                                                   |
| 1943 | Nominacja | Najlepsza scenografia – filmy czarno-białe | Zagubione dni (1942)               | Randall Duell, Edwin B. Willis, Jack D. Moore                                                                            |
| 1942 | Wygrana   | Najlepsza scenografia – filmy kolorowe     | Kwiaty pokryte kurzem (1941)       | Urie McCleary, Edwin B. Willis                                                                                           |
| 1942 | Nominacja | Najlepsza scenografia – filmy czarno-białe | Kiedy kobiety się spotykają (1941) | Randall Duell, Edwin B. Willis                                                                                           |
| 1941 | Wygrana   | Najlepsza scenografia – filmy czarno-białe | Duma i uprzedzenie (1940)          | Paul Groesse |
| 1941 | Nominacja | Najlepsza scenografia – filmy kolorowe     | Bitter Sweet (1940)                | John S. Detlie |
| 1940 | Nominacja | Najlepsza scenografia                      | Czarnoksiężnik z Oz (1939)         | William A. Horning |
| 1939 | Nominacja | Najlepsza scenografia                      | Maria Antonina (1938)              | |
| 1938 | Nominacja | Najlepsza scenografia                      | Pani Walewska (1937)               | William A. Horning |
| 1937 | Nominacja | Najlepsza scenografia                      | Król kobiet (1936)                 | Eddie Imazu, Edwin B. Willis                                                                                             |
| 1937 | Nominacja | Najlepsza scenografia                      | Romeo i Julia (1936)               | Fredric Hope, Edwin B. Willis                                                                                            |
| 1935 | Wygrana   | Najlepsza scenografia                      | Wesoła wdówka (1934)               | Fredric Hope |
| 1934 | Nominacja | Najlepsza scenografia                      | Kiedy kobiety się spotykają (1933) | |
| 1930 | Wygrana   | Najlepsza scenografia                      | Mosty San Luis Rey (1929)          | |